# Troutbeck (South Lakeland)
Troutbeck – wieś w Anglii, w Kumbrii. W 1961 wieś liczyła 592 mieszkańców.